# آنتونی ماری که‌لرت
آنتونی ماری که‌لرت (کاتالونیایی: Antoni Maria Claret i Clarà؛ ۲۳ دسامبر ۱۸۰۷ – ۲۴ اکتبر ۱۸۷۰) یک قدیس مسیحی اهل اسپانیا بود.